# Гоберг (Міссурі)
Гоберг (англ. Hoberg) — селище (англ. village) в США, в окрузі Лоуренс штату Міссурі. Населення — 48 осіб (2020).

## Географія
Гоберг розташований за координатами 37°4′6″ пн. ш. 93°50′57″ зх. д. / 37.06833° пн. ш. 93.84917° зх. д. (37.068197, -93.849257).  За даними Бюро перепису населення США в 2010 році селище мало площу 0,14 км², уся площа — суходіл.

## Демографія
Згідно з переписом 2010 року, у селищі мешкало 56 осіб у 21 домогосподарстві у складі 14 родин. Густота населення становила 400 осіб/км².  Було 29 помешкань (207/км²).
Расовий склад населення:
| - 91,1 % — білих - 5,4 % — осіб інших рас |

До двох чи більше рас належало 3,6 %. Частка іспаномовних становила 10,7 % від усіх жителів.
За віковим діапазоном населення розподілялося таким чином: 28,6 % — особи молодші 18 років, 62,5 % — особи у віці 18—64 років, 8,9 % — особи у віці 65 років та старші. Медіана віку мешканця становила 29,0 року. На 100 осіб жіночої статі у селищі припадало 107,4 чоловіків;  на 100 жінок у віці від 18 років та старших — 122,2 чоловіків також старших 18 років.
За межею бідності перебувало 10,6 % осіб, у тому числі 0,0 % дітей у віці до 18 років та 0,0 % осіб у віці 65 років та старших.
Цивільне працевлаштоване населення становило 27 осіб. Основні галузі зайнятості: виробництво — 51,9 %, науковці, спеціалісти, менеджери — 14,8 %, будівництво — 14,8 %.